# Telmatoscopus laurenci
Telmatoscopus laurenci är en tvåvingeart som beskrevs av Freeman 1953. Telmatoscopus laurenci ingår i släktet Telmatoscopus och familjen fjärilsmyggor. Inga underarter finns listade i Catalogue of Life.